# 若い獣
『若い獣(わかいけもの)』は、1958年製作公開の日本映画。石原慎太郎の原作を自身で監督した。

## 製作
助監督経験のない石原慎太郎が監督することになったため東宝の数十名の助監督たちが一斉に反発。ストライキも辞さない空気となったことから、事態を収拾するため製作の藤本真澄常務は助監督の中から数名を監督に昇格させることにした。その内のひとりが岡本喜八である。
スタッフがボイコットしたため東宝撮影所を使用することを断念、千歳船橋の連合映画（のちの東京映画撮影所）でフリーのスタッフを集めて撮影された。
主演の久保明はこの作品のため1ヶ月ボクシングのトレーニングを積んだ。試合のシーンではプロボクサー相手に撮影、パンチがまともに入ってしまい記憶が飛ぶほどのダメージを受けたという。

## 出演
- 宮口進	- 久保明
- 進の父	- 東野英治郎
- 由美	- 団令子
- 由美の母 - 三條利喜江
- 岡崎会長 - 河津清三郎
- マダム時子 -　新珠三千代
- 画房の主人 -　清水一郎
- 新聞記者 - 佐原健二
- 美津 -	東郷晴子
- 高吉 -　瀬良明
- 竹田 -	田島義文
- 森山新吾 - 佐藤允
- 新吾の恋人 - 白石奈緒美
- 選手 -	夏木陽介
- 柏木 -　桐野洋雄
- 村田 -　西条悦郎
- 選手 -　大前亘
- 洗濯屋 -　梅野晃宏

## スタッフ
- 監督・原作・脚本 -	石原慎太郎
- 製作 -	藤本真澄、金子正且
- 撮影 -	栗林実
- 音楽 -　黛敏郎
- 美術 -　浜上兵衛
- 録音 -	山元三弥
- 整音 -	下永尚
- 照明 -	岸本万平

## 参照
映画論叢（2010年7月、国書刊行会）